# 宋鳳
宋鳳（1454年—？），字應韶，直隸真定府趙州人，民籍，明朝政治人物。

## 生平
成化十六年（1480年）庚子科順天府鄉試第一百二十名舉人。弘治三年（1490年）中式庚戌科會試第二百六十二名，三甲第三十五名進士。

## 家族
曾祖宋文德；祖父宋徵，蕃育署署丞；父宋安，母董氏。慈侍下。